# Сара Маршалл
Сара Лінн Маршалл (англ. Sarah Lynne Marshall; 25 травня 1933, Лондон, Англія, Велика Британія — 18 січня 2014, Лос-Анджелес, США) — американо-британська акторка.

## Біографія
Народилася 1933 року в сім'ї акторів Герберта Маршалла та Едни Бест.
Свою акторську кар'єру Сара розпочала у театрі. 1960 року за роль у мюзиклі Джорджа Аксельрода «Прощавай, Чарлі!» Маршалл була номінована на премію «Тоні». У тому ж році Маршалл відіграла головну роль у серії The Baby-Blue Expression телесеріалу «Альфред Гічкок представляє». Протягом 1960-х років вона знялася в багатьох інших телесеріалах, у тому числі «Сутінкова зона» (1962), Загін «Ф», «Напруж звивини» (обидва 1966) і «Зоряний шлях: Оригінальний серіал» (1967). Маршалл також була запрошеною зіркою у трьох епізодах серіалу телеканалу NBC «Деніел Бун»: Cry of Gold (1965), Take the Southbound Stage (1967) та Hero's Welcome (1968). Останньою її роллю став фільм «Дурна кров. Голод» 2012.
З 1970-х і незадовго до своєї смерті Маршалл знялася в численних телесеріалах і в кількох фільмах. На телебаченні її єдиною регулярною роллю в серіалі була серіал «Міс Вінслоу та син» у 1979 році, де вона зіграла Евелін Вінслоу, матір головної героїні серіалу Сьюзен Вінслоу.

## Особисте життя
У 1952—1957 роках Маршалл була одружена з дизайнером фільмів оскароносного режисера Вуді Аллена Мелом Бурном. Зі своїм другим чоловіком, актором Карлом Гелдом, вона познайомилася під час зйомок фільму  «Прийди та протруби у свій ріг» (1961).

## Смерть
Сара Маршалл померла 18 січня 2014 року від раку на 81-му році життя.

## Фільмографія
| Рік  | Назва               | Роль                | Примітки                 |
| ---- | ------------------- | ------------------- | ------------------------ |
| 1958 | Довге спекотне літо | Агнес Стюарт        |                          |
| 1964 | Дикий і чудовий     | Памела              |                          |
| 1965 | A Rage to Live      | Конні               |                          |
| 1966 | Lord Love a Duck    | Міс Шварц           |                          |
| 1972 | Посольство          | Міс Гардінг         |                          |
| 1983 | Подружжя Гарт       | Місіс Вентворт-Гейз |                          |
| 1993 | Дейв                | Діана               |                          |
| 1995 | Небезпечні думки    | Бібліотекарка № 2   |                          |
| 2012 | Погана кров         | Місіс Вестон        | (фінальна роль у фільмі) |